# Bozel
Bozel település Franciaországban, Savoie megyében. Lakosainak száma 2024 fő (2022. január 1.). Bozel Aime-la-Plagne, Champagny-en-Vanoise, La Plagne Tarentaise, Montagny, Notre-Dame-du-Pré, Planay és Courchevel községekkel határos.

## Népesség
A település népességének változása:
| Lakosok száma | 2018 | 1959 | 1955 | 1841 | 1864 | 1876 | 1876 | 1949 | 2024 |
|               | 2013 | 2015 | 2016 | 2017 | 2018 | 2019 | 2020 | 2021 | 2022 |